# كارينارو
كارينارو في مقاطعة كاسيرتا في منطقة كامبانيا الإيطالية، وتقع على بعد حوالي 15 كيلومتر (9 ميل) شمال نابولي وحوالي 13 كيلومتر (8 ميل) جنوب غرب كاسيرتا.
تقع كارينارو على حدود البلديات التالية: أفيرسا وغريسينانو دي أفيرسا ومارسيانيز وسانتا ماريا كابوا فيتيري وتيفيرولا.